# Picton (Ontario)
Picton es una localidad canadiense y comunidad no incorporada del condado Prince Edward en Ontario situada a 160 km al este de Toronto. De acuerdo con el censo de 2011, tenía una población de 4.487 habitantes, siendo la población más poblada del condado.
La localidad recibe el nombre por el Teniente General Sir Thomas Picton, quien sirviera en el Ejército Británico durante la Guerra de la Independencia Española y que falleció durante la Batalla de Waterloo.

## Geografía
Se encuentra situada al extremo suroeste de la bahía de Picton, afluente de la bahía de Quinte, cuyas aguas proceden del Lago Ontario.

## Historia
La villa fue establecida en los años 1780 por Lealistas de las Trece Colonias. En aquel entonces, se llamaba Hallowell.
Antes de su incorporación en 1837, la actual Picton estuvo dividida en dos partes: Hallowell Bridge y Picton, las cuales se encontraban en el margen opuesto a la bahía de Picton.
Posteriormente su nomenclatura cambiaría por el General Sir Thomas Picton.
En 1998 se produjo la disolución de la localidad y los demás municipios y pasaron a formar una sola comunidad; la Corporación del Condado de Prince Edward. En la actualidad, cada uno de los antiguos municipios es un distrito.

### Aeródromo

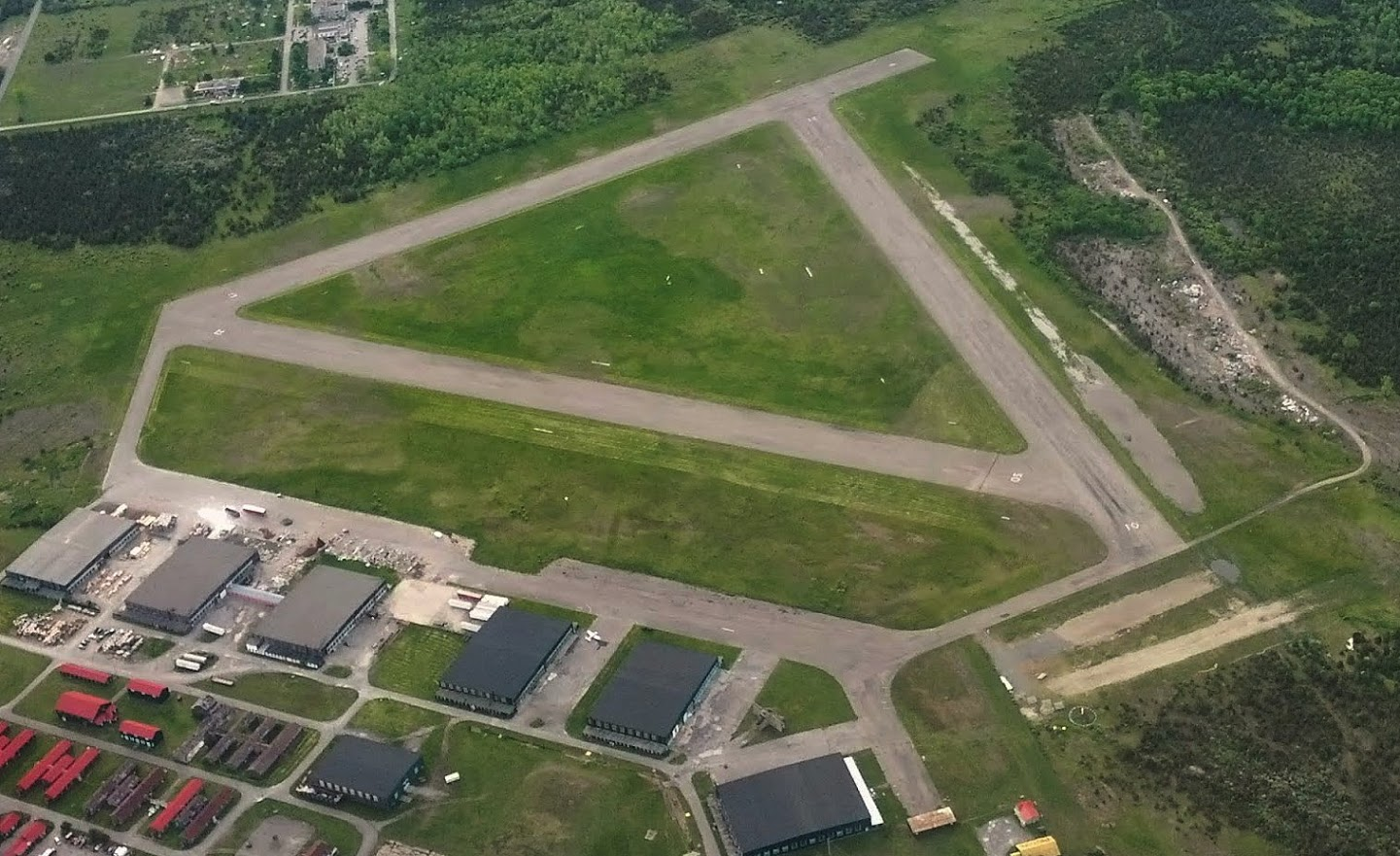
Pistas del aeropuerto (antiguamente: aeródromo)

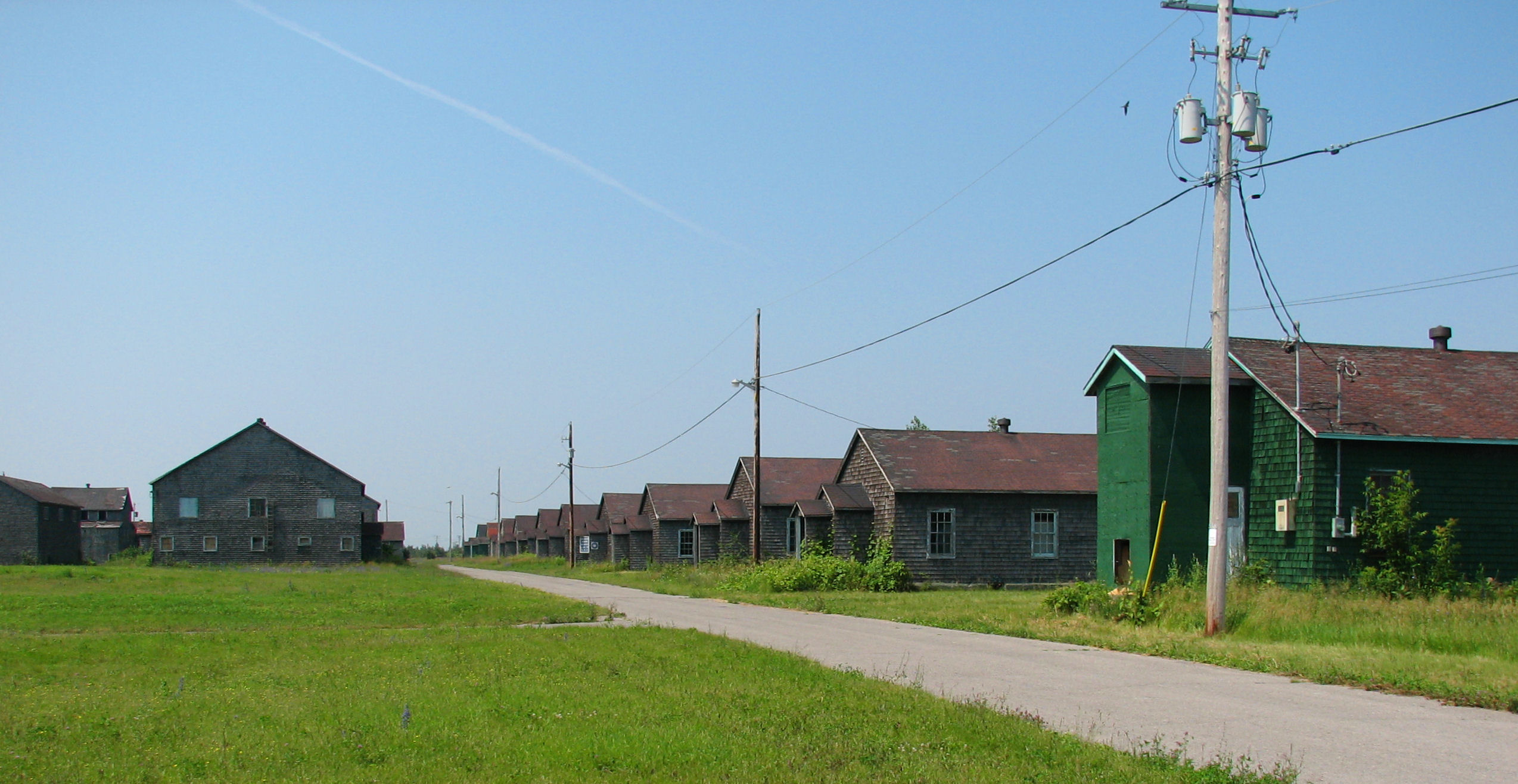
Barracones

Durante la Segunda Guerra Mundial en Europa, el Reino Unido se encontraba asediado y requería instalaciones de entrenamiento fuera de las islas británicas para los millares de pilotos necesarios para la defensa. Debido a las similitudes geográficas, el condado Prince Edward fue considerado como una zona ideal para la escuela de artillería y bombarderos de la RAF. En el verano de 1940 se construyó un aeródromo al que se trasladaron militares de la RAF a partir de noviembre. En abril de 1941 la RAF se hizo con el control de la estación y posteriormente se formaría la escuela de artillería, la cual fue parte del plan de entrenamiento aéreo de la British Commonwealth Air.
Tras el fin de la contienda, el Ejército de Canadá pasó a encargarse del mantenimiento del aeródromo, el cual fue renombrado a Camp Picton en 1960, y seis años después a Base de las Fuerzas Canadienses de Picton. Hasta 1969 estuvo en funcionamiento, año en el que fue clausurado y traspasado como parte de la consolidación y recortes en el ejército. En consecuencia, la base fue dividida para darle diferentes usos a las instalaciones, incluyendo los nuevos barracones, remodelados como hospitales (cerrados en el presente). En cuanto al resto de la base, fue habilitada como casas de alquiler y las pistas pasaron a ser parte del aeropuerto de Picton.